# Ewa Farna
Ewa Farna (Třinec, 12 de agosto de 1993) é uma cantora e atriz polonesa-tcheca. Ele nasceu em uma família polonesa em Třinec, pertencente à minoria polonesa na República Tcheca. Concerto na Bielsko-Biala, Polônia "Ain't Comin 'Back", "May", "Little in Betweens", "Jean", "Little Bit Closer", "Undone". Capa de Katelyn Nacon.
Farna publicou dois álbuns de estúdio com letras em checo, que foram disco de platina na República Checa e que depois foram regravados e publicados em polaco. Farna é a cantora mais jovem e comercialmente com mais êxito na República Checa.

## Biografia
Ewa Farna nasceu a 12 de Agosto de 1993 en Třinec, República Checa. Durante a sua infância estudou na Escola Primária Polaca em Vendryně (Wędrynia em polaco) e na Escola de Arte, durante cinco anos, onde aprendeu a tocar piano e aprendeu também danças polacas. Farna chamou à atenção depois de ganhar vários concursos locais de talentos, tanto na República Checa como na Polónia, entre 2004 e 2005. Depois de ser descoberta pelo produtor Lešek Wronka, publicou o seu álbum debut Měls mě vůbec rád (Amaste-me alguma vez?) em 2006. Este levou-a a ser reconhecida com os prémios "Revelação do Ano 2006" no "Český slavík" (também conhecido como os Prémios Nightingale), que é o concurso musical mais importante da República Checa. O seu segundo álbum Ticho (significa Silêncio e lê-se tiho, como o h a ler-se como em inglês), que alcançou o segundo posto nos Top Charts da República Checa, e a versão polaca do seu debut, sob o título de Sam na Sam (Estamos a sós) foi publicada em 2007. Depois fez uma digressão ao interior da República Checa, denominada Blíž ke hvězdám (Alcanzar las estrellas), em 2008, a qual foi filmada para ser inserida num CD/DVD, que chegou a ser o álbum mais vendido naquele país. Em princípios de 2009, a versão polaca do seu segundo álbum foi publicada como Cicho (se lee tsiho - o h lê-se como em inglês).
Depois veio Virtuální, o seu quinto álbum, que foi publicado a 26 de Outubro de 2009. Depois, a sua digressão "Bud' Virtuální" agendada entre 2009 e 2010, começando na República Checa (Brno, 3 de novembro de 2009 - Praga, 6 de dezembro de 2009). Esta digressão continuaria na Polónia e Eslováquia, convertendo-se assim na sua primeira digressão internacional.

### Acidente de trânsito
Em 23 de maio de 2012, pouco depois das 6:00, Ewa Farna se envolveu em um acidente de carro entre as cidades de Třinec e Vendryně. Ela escapou desse acidente com pequenos arranhões. De acordo com um teste de respiração ela estava, no entanto, sob a influência de álcool. Seu nível de álcool no sangue era de 1%. Ela estava celebrando a passagem de matura era no dia anterior e adormeceu ao volante de exaustão.

## Vida pessoal

### Nacionalidade

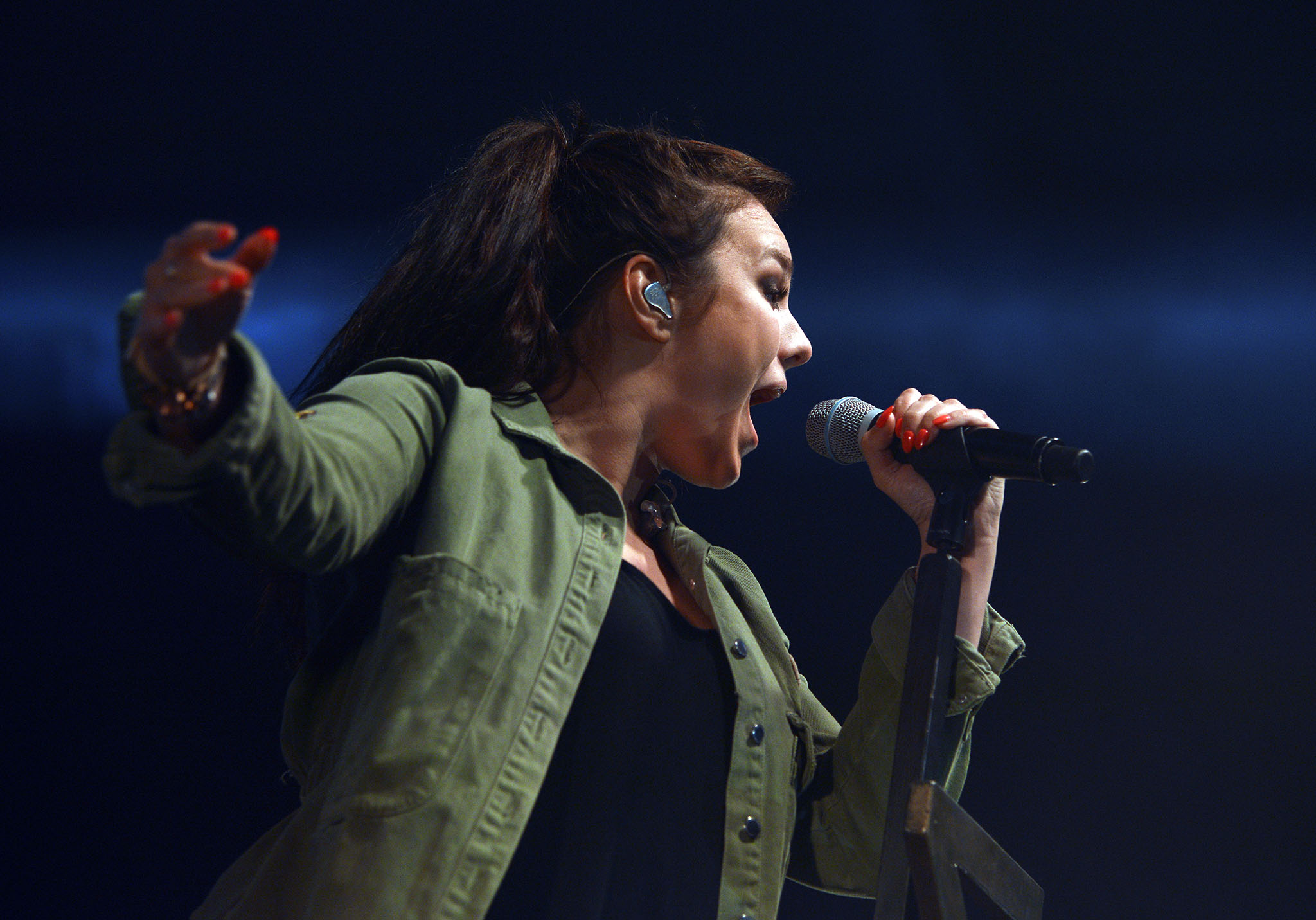
Vocalista polonês-tcheco Ewa Farna durante show em Bielsko-Biala, Polônia, 2017

Ewa Farna vem de uma família polonesa patriótica da aldeia Vendryně (polonês: Wędrynia) na região de Zaolzie. Seu pai Tadeusz é músico em grupos folclóricos regionais poloneses. Farna tem dupla cidadania polonesa-tcheca, embora tenha afirmado muitas vezes que se sente "como uma polonesa orgulhosa". Ela faz campanhas enérgicas pelos direitos da minoria polonesa na República Tcheca, muitas vezes cooperando com o Congresso dos Poloneses na República Tcheca.

## Discografia y "Charts"

### Álbuns
| Ano  | Título              | Chart       | Chart       | Vendas & Certificação    |
| Ano  | Título              | CZ Official | PL Official | Vendas & Certificação    |
| ---- | ------------------- | ----------- | ----------- | ------------------------ |
| 2006 | "Měls mě vůbec rád" | #3          |             | 25.000 cópias (PLATINUM) |
| 2007 | "Ticho"             | #2          |             | 25.000 cópias (PLATINUM) |
| 2007 | "Sam na Sam"        |             | -           | 1.800 cópias             |
| 2009 | "Cicho"             |             | #29         | 50.000 cópias (PLATINUM) |
| 2009 | "Virtuální"         | #3          |             | 25.000 cópias (PLATINUM) |
| 2010 | "EWAkuacja"         |             | #7          | 15.000 cópias (GOLD)     |

### Singles
| Ano  | Título                                 | Álbum                  | Posições nos Top Charts | Posições nos Top Charts | Posições nos Top Charts | Posições nos Top Charts | Posições nos Top Charts | Posições nos Top Charts |
| Ano  | Título                                 | Álbum                  | CZ Official             | CZ Airplay              | SK Official             | SK Airplay              | PL Official             | EU Official             |
| ---- | -------------------------------------- | ---------------------- | ----------------------- | ----------------------- | ----------------------- | ----------------------- | ----------------------- | ----------------------- |
| 2006 | "Měls mě vůbec rád"                    | Měls mě vůbec rád      | 3                       | 3                       | -                       | -                       | –                       | 134                     |
| 2007 | "Zapadlej krám"                        | Měls mě vůbec rád      | 7                       | 24                      | 32                      | 76                      | –                       | –                       |
| 2007 | "Ticho"                                | Ticho                  | 3                       | 15                      | 13                      | 35                      | –                       | –                       |
| 2007 | "La La Laj"                            | Ticho                  | 2                       | 8                       | 27                      | -                       | –                       | 199                     |
| 2007 | "Tam gdzie nie ma dróg"                | Sam na Sam             | -                       | -                       | -                       | -                       | 14                      | 112                     |
| 2008 | "Jaký to je"                           | Ticho                  | 2                       | 7                       | -                       | -                       | –                       | –                       |
| 2008 | "Oto ja" (featuring Kuba Molęda)       | Camp Rock (soundtrack) | -                       | -                       | -                       | -                       | –                       | –                       |
| 2009 | "Cicho"                                | Cicho                  | -                       | -                       | -                       | -                       | –                       | –                       |
| 2009 | "Dmuchawce, latawce, wiatr"            | Cicho                  | -                       | -                       | -                       | -                       | –                       | –                       |
| 2009 | "Touzím"                               | Virtualní              | -                       | -                       | -                       | -                       | –                       | –                       |
| 2009 | "Ty jsi král (in memoriam M. Jackson)" | Virtualní              | -                       | -                       | -                       | -                       | –                       | –                       |

## Reconhecimento e Prémios
2004
- 1º lugar no concurso regional de canto em Frýdek-Místek

2005
- 1º lugar no Festival da Juventude Europeia na Polónia

2006
- 1º lugar no concurso de canto da televisão polaca:  "Szansa na sukces" (literalmente Uma chance para o sucesso/êxito)
- Český slavík: "Revelação do ano"

2007
- O prémio RGM à Música da TV Óčko: "Revelação do ano“
- Álbum do Ano: Disco Debut melhor vendido em 2006: Měls mě vůbec rád
- Rock&Pop Magazine: "Revelação do Ano"
- Os prémios Angel 2006: nomeada para o prémio "Revelação do Ano"
- Disco de Platina para o álbum Měls mě vůbec rád com mais de 20 mil cópias vendidas
- Os prémios infantis do canal Jetix: Mejor Cantora a Solo
- Český slavík: 4º lugar na categoria Cantora a Solo Feminina
- Disco de Platina para Ticho

2008
- Os prémios Angel 2007: 3º lugar na categoria Cantora a Solo Feminina
- Os prémios Týtý: 3º lugar na categoria Cantora a Solo Feminina
- Os prémios infantis do canal Jetix: Cantora a Solo Favorita
- Český slavík: 3º lugar na categoria Cantora a Solo Feminina
- O prémio Srebrne Spinki outorgado pelo Cônsul Geral da República da Polónia em Ostrava pelos êxitos musicais e por promover a minoria polaca da Silésia.[6]

2009
- 1º lugar no Festival de Opole (Superjedynki), Polónia - Álbum do Ano - Cicho[7]
- 1º lugar no Sopot Hit Festival: Hit Polaco do Verão - "Cicho"[8]
- Álbum do Ano: DVD melhor vendido: Blíž ke hvězdám
- Os prémios Angel 2008: Nomeada a Cantora a Solo Feminina do Ano
- Nomeada a melhor cantora feminina como candidata da Polónia aos prémios MTV europeus (MTV EMA)
- 1º lugar nos prémios Musiq1 Television, como melhor cantora a solo feminina (Eslováquia)
- Český slavík: 3º lugar na categoria Cantora a Solo Feminina

2010
- 2º lugar na categoria Música – Prémios Telekamery 2010 (Polónia)
- Vencedora na categoria Música Pop – Melhor Artista de 2009 – Miasto Muzyki Website (Polónia)
- 3º lugar como Cantora Feminina do Ano 2009 – Prémios Bravoora 2009 (Polónia)
- Vencedora do Złote Dzioby 2009 – Revelação do Ano – Prémios RadioWawa (Polónia)
- 1º lugar como Artista do Ano e 1º lugar como Êxito do Ano ("Cicho") – Prémios Viva Comet 2010 (Polónia)
- Prémios Eska Music do canal de televisão Eska TV - Vencedora da categoria Êxito do Ano ("Cicho")

2011
- 3º lugar na categoria "Música" – Prémios Telekamery 2011 (Polónia)
- 1º lugar nos Prémios Charts (Ewakuacja), Imagem do ano, Vídeo do ano (Ewakuacja), Álbum do ano (Ewakuacja) – Prémios Viva Comet 2011 (Polónia)
- Prémios Eska Music - Vencedora do Êxito do ano (Ewakuacja)
- Prémios Eska Music - Artista do Ano
- Prémios Eska Music - Vencedora na categoria Êxito Digital do Ano (Ewakuacja)

## Curiosidades
O seu primeiro single - Měls mě vůbec rád (em checo) ou Sam na Sam (em polaco) - é a versão polaca da canção "Teenage Superstar" da cantora holandesa Kim-Lian, que foi versionada também em português pelo grupo D'ZRT em Portugal com o título Para mim tanto me faz. Também foi adaptada para Espanha pelo grupo Efecto Mariposa com o título ¿Qué más da?, para o México pela cantora Belinda com o título Boba niña nice, para o Japão pela cantora Nami Tamaki com o título High School Queen y para a Coreia pela cantora MI:NE com o título Cho Min Hye